# قميص داخلي

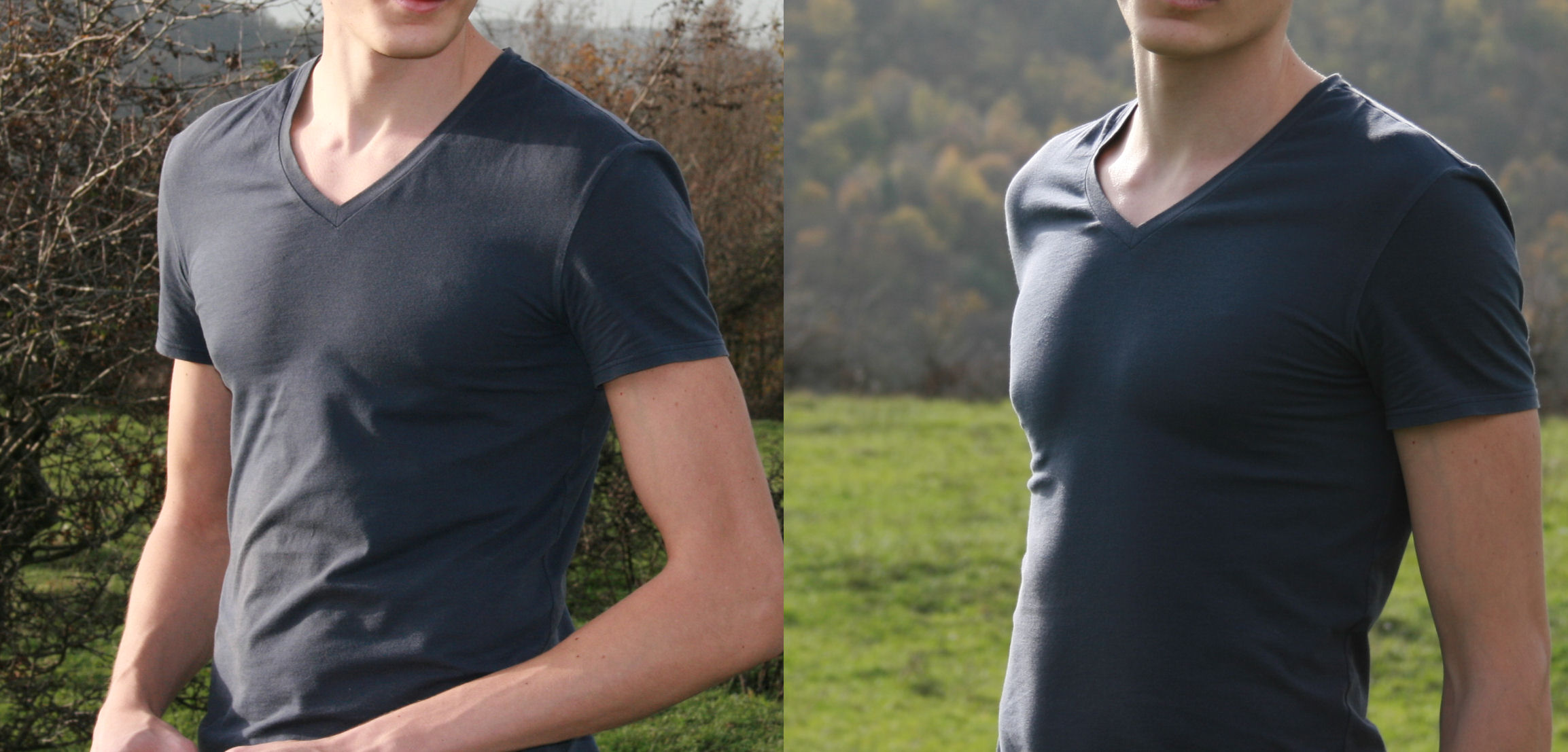
قميص داخلي قصير الكمّين.

القميص الداخلي أو الفردانيّ هو قطعة من الملابس الداخلية يرتدى تحت قميص رسمي (أو في بعض الأحيان قميص قصير الكم) بهدف حمايته من روائح الجسم الكريهة والعرق. يمكن أن يكون له كمّين قصيرين (تيشيرت) أو بلا أكمام.
يمكن ارتداء القميص الداخلي لحماية الجسم من الأقمشة القاسية أو غير المريحة. كما أنه يجعل القمصان أقل شفافية لتقليل كمية العرق التي يمتصها قماش القميص. يمكن ارتداؤه خلال أشهر الشتاء كطبقة إضافية للتدفئة، والتقليل من تآكل الطبقات العليا من الملابس.